# Тулуна
Тулуна (якут. Тулуна) — село в Усть-Алданском улусе Республики Саха (Якутия) России. Административный центр и единственный населённый пункт Легойского 2-го наслега.

## География
Село находится в центральной части Якутии, в пределах Центральноякутской равнины, на восточном берегу озера Таргылдима, на расстоянии примерно 13 километров (по прямой) к северо-северо-западу (NNW) от села Борогонцы, административного центра улуса.
Климат
Климат характеризуется как резко континентальный. Средняя температура воздуха самого тёплого месяца (июля) составляет 18,7 °C; самого холодного (января) — −42,6 °C. Среднегодовое количество атмосферных осадков составляет 234 мм. Основное количество осадков выпадает в период с апреля по октябрь. Снежный покров держится в течение 225—250 дней в году.
Часовой пояс
Село Тулуна находится в часовой зоне МСК+6. Смещение применяемого времени относительно UTC составляет +9:00.

## Население
| 2002 | 2012 | 2013 | 2014 | 2015 | 2016 | 2017 |
| ---- | ---- | ---- | ---- | ---- | ---- | ---- |
| 570  | ↗607 | ↘587 | ↘580 | ↗583 | ↗592 | ↗598 |
| 2018 | 2019 | 2020 | 2021 |      |      |      |
| ↘594 | ↘577 | ↗578 | ↘573 |      |      |      |

Половой состав
По данным Всероссийской переписи населения 2010 года в гендерной структуре населения мужчины составляли 46,4 %, женщины — соответственно 53,6 %.
Национальный состав
Согласно результатам переписи 2002 года, в национальной структуре населения якуты составляли 99 %.

## Улицы
Уличная сеть села состоит из двадцати улиц.

## Достопримечательности
- Памятник павшим воинам Великой Отечественной войны 1941-1945 гг..